# Remetebogár
A remetebogár (Osmoderma eremita) a bogarak rendjének virágbogarak családjába tartozó, Magyarországon fokozottan védett faj.

## Jellemzői
Élőhelye a nyugati tajga.
Táplálkozását tekintve mindenevő.
Állománya csökkenő.

## Elterjedése
Európai elterjedésű faj, amely a következő országokban fordul elő: Ausztria, Belgium, Bulgária,	Csehország, Dánia, Finnország, Franciaország, Hollandia, Lengyelország, Magyarország, Németország, Norvégia, Olaszország, Románia, Spanyolország, Svédország és Szlovákia.

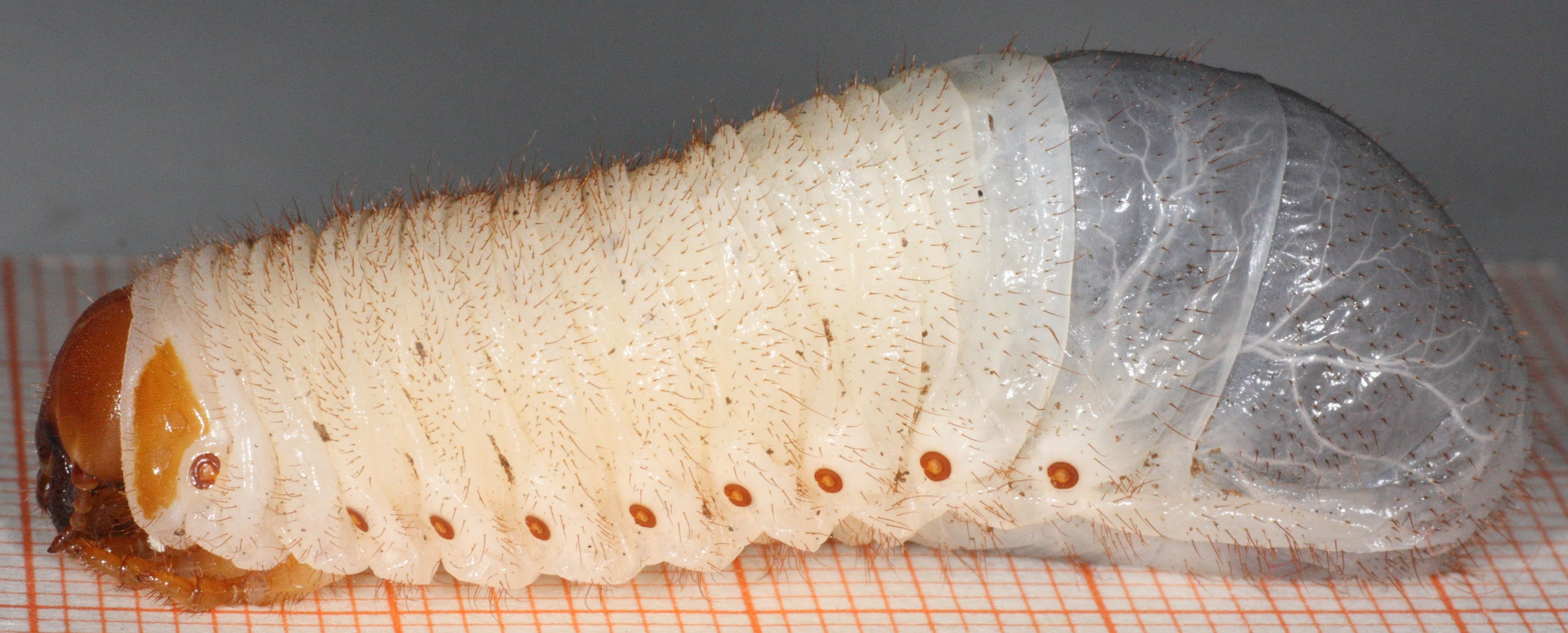
Lárva

Magyarországról a következő Natura 2000 természetvédelmi területekről vannak előfordulási adatai: Szigetköz, Bükk-fennsík és a Lök-völgy, Rába- és Csörnöc-völgy, Mecsek, Mátra északi letörése, Béda-Karapancsa, Felső-Nyirádi-erdő és Meggyes-erdő, Gödöllői-dombság, Keszthelyi-fennsík és Börzsöny.

## Veszélyeztetettsége
Magyarországon 2001 óta fokozottan védett, természetvédelmi értéke 250 000 forint. A Természetvédelmi Világszövetség (IUCN) Vörös listáján mérsékelten fenyegetett fajként szerepel.

## Alfajai
- Osmoderma eremita eremita (Scopoli, 1763)
- Osmoderma eremita cristinae (Sparacio, 1994)
- Osmoderma eremita lassallei (Baraud & Tauzin, 1991)

## Szinonimák
- Scarabaeus variabile[2]
- Osmoderma sociale[2]
- Cetonia cremiticum[2]
- Osmoderma coriarius (De Geer, 1774)[3]
- Osmoderma italica (Sparacio 2000)[3]
- Scarabaeus eremita (Scopoli, 1763)[3]